# Furii

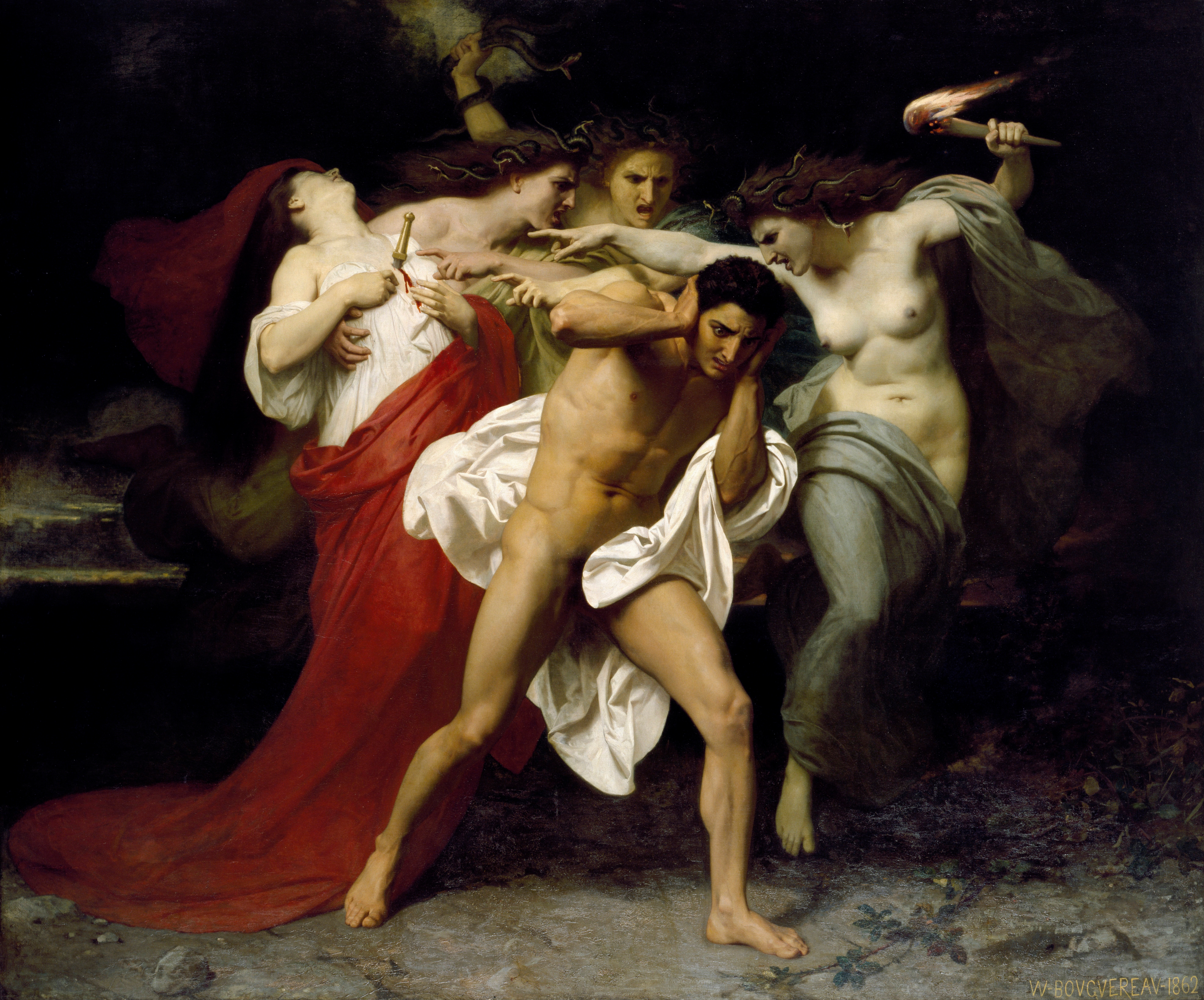
Remușcarea lui Oreste (1862), Oreste pedepsit de Furii, pictură de William-Adolphe Bouguereau

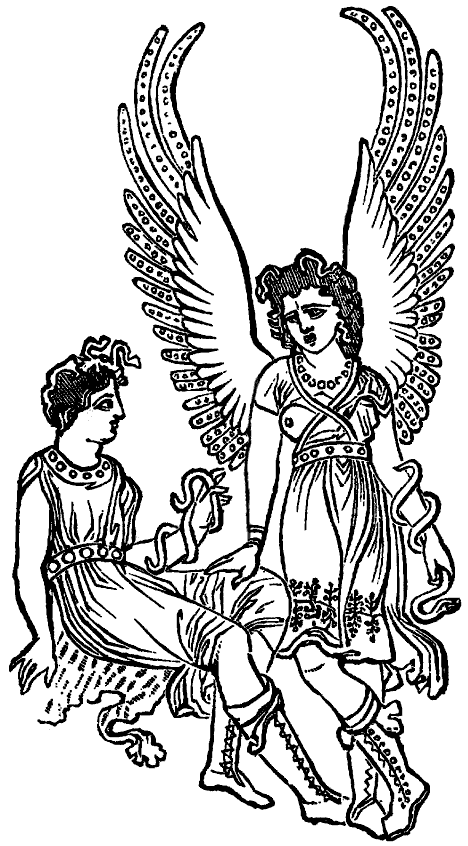
Două Furii pe un vas antic

Furiile (latină: Furies sau Dirae) sau Eriniile (greacă: Ἐρινύες, Erinyes , sg. Ἐρινύς, Erinys) erau zeițele infernului (greacă χθόνιαι θεαί) și ale răzbunării. Acestea erau cunoscute pentru că pedepseau oamenii pentru crimele lor.